# کنت (تگزاس)
کنت (به انگلیسی: Kent) یک منطقهٔ مسکونی در ایالات متحده آمریکا است که در شهرستان کالبرسن، تگزاس واقع شده‌است. کنت  ۶۰ نفر جمعیت دارد و ۱٬۲۸۲٫۰ متر بالاتر از سطح دریا واقع شده‌است.